# Стахановская улица (Москва)
Стаха́новская улица (название с 26 августа 1960 года, прежнее название — Стаха́новский проезд) — улица, расположенная в Юго-Восточном административном округе города Москвы на территории Рязанского района.

## История
Названа в 1938 году по стахановскому движению за повышение производительности труда (по фамилии инициатора движения донбасского шахтёра А. Г. Стаханова). До 26 августа 1960 года носила название Стахановский проезд.

## Расположение

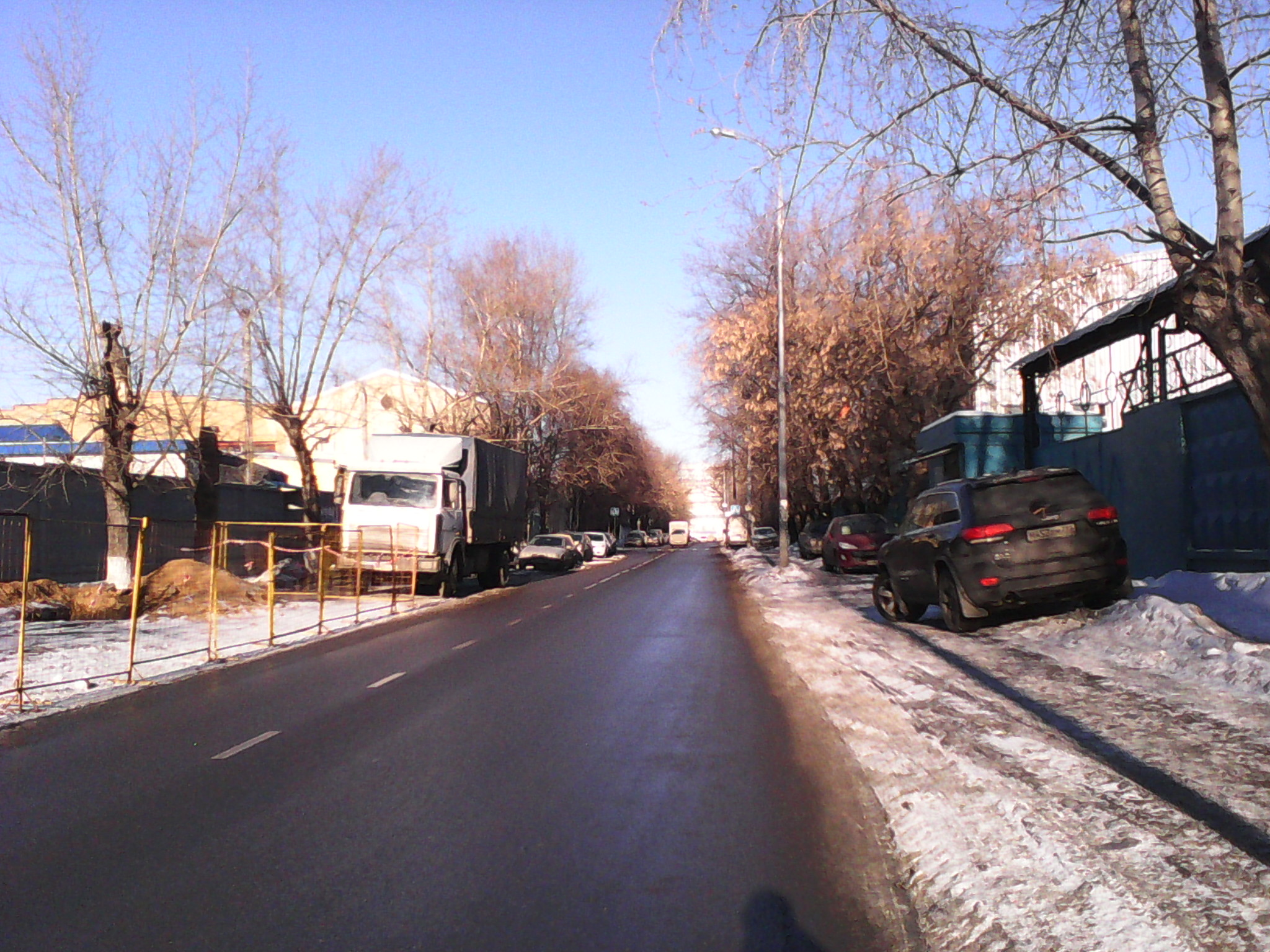
Середина улицы, вид в сторону Рязанского проспекта

Стахановская улица начинается от Рязанского проспекта и идёт на юго-запад. В конце улица резко меняет направление на северо-западное и заканчивается недалеко от проектируемого проезда № 770.

## Транспорт
По улице не проходят маршруты общественного транспорта. Ближайшая остановка «Стахановская улица» расположена в 40 м от начала улицы на Рязанском проспекте. На ней останавливаются:
- автобусные маршруты № м7, т63, 279, 429, н7.

Ближайшие станции метро: «Стахановская» Некрасовской линии — в 500 м от улицы.